# Snoopy, Come Home
Snoopy, Come Home (en español Snoopy, vuelve a casa o Snoopy, vuelve conmigo) es una película animada estadounidense estrenada el 19 de mayo de 1972, producida por Cinema Center Films y Lee Mendelson Films para National General Pictures, dirigida por Bill Meléndez, basada en la popular historieta Peanuts creada por Charles M. Schulz.

## Sinopsis
Snoopy y el resto de la banda de Peanuts van a la playa. Allí Snoopy y Peppermint Patty se divierten mucho, por lo que deciden volver al día siguiente. Mientras, Charlie Brown y los demás van a casa a jugar al Monopoly. Snoopy se tarda mucho, por lo que cuándo llega, su dueño lo reta. Al día siguiente, Snoopy es echado de la playa debido a una nueva regla ("No se permiten perros en esta playa"). El perrito le dicta a Woodstock una queja al respecto. Snoopy se pelea con Linus Van Pelt por la manta del chico y, más tarde, hace boxeo con Lucy Van Pelt.
Snoopy recibe una carta de una niña llamada Lila, que ha estado en el hospital durante tres semanas (por razones desconocidas) y necesita la compañía de Snoopy. Tras recibir la carta, inmediatamente se va con Woodstock a verla, dejando a Charlie atónito por su ida repentina y por no saber quién Lila. Pero cuándo Linus decide investigar al respecto (Charlie Brown: "¡Lo que me faltaba, un Sherlock Holmes de biberón!"), descubre, para horror de su amigo, que Lilia fue la dueña anterior de Snoopy(Linus: "Te vendieron un perro usado, Carlitos").
En el camino para ver a Lilia, Snoopy (junto con Woodstock) se encuentra con un mundo dónde los perros no pueden entrar a ningún lugar (por ejemplo: el autobús, el tren, la biblioteca, etc.) y también enfrentar a Clara, una molesta niña que encerró a Snoopy y Woddstock en su casa y no piensa dejarlos ir.
Snoopy finalmente llega al hospital, pero, allí tampoco se permiten ni perros ni pájaros,y se las debe ingeniar para escabullirse, y finalmente llegar con Lila, en un emotivo reencuentro.
Al cabo de un tiempo, Lila le dice a Snoopy que ella mejoró mucho gracias a él, pero este debe regresar a casa , pero se da cuenta a tiempo de que debe prometerle que volverá. En casa debe "resolver sus asuntos" y decir adiós.
Snoopy escribe una carta y muestra a la banda, dejando sus bienes a los mismos. Los niños le organizan al Beagle una emotiva despedida.
Ahora con Snoopy ido para siempre, Charlie Brown es incapaz de dormir. Y le dice a Lino haber llevado comida a la perrera, sin darse cuenta de que estaba vacía.
Cuando Snoopy llega al apartamento de Lilia al día siguiente, descubre que allí tampoco se permiten perros. Cuando ella aparece, le muestra al perrito que tiene un gato, y allí es cuándo le muestra que no puede vivir allí. Ahora, liberado de su obligación, vuelve con Charlie y los demás.
Snoopy, al volver, le hace escribir a Emilio una nueva carta, reclamando sus pertenencias nuevamente. Lucy, enojada, se va con los demás diciendo: "¡Es tu perro Carlitos, nosotros nos lavamos las manos!".

## La dueña de Snoopy, Lila
Lila(o Lilia, cómo es llamada en Snoopy, Come Home en su doblaje al español) es un personaje menor en Peanuts. Ella fue la dueña original de Snoopy, antes de su vida de Charlie Brown y los demás.
Lila se mencionó por primera vez en la tira en 1968. Se reveló que ella compró a Snoopy en el Daisy Hill Puppy Farm ("Criadero de Perros del Campo" en la película), pero se vio obligada a devolverlo cuando se mudó a un edificio donde no se permitían perros. Aparece brevemente en la viñeta del 24 de agosto de 1968 cuando Snoopy va a visitarla al hospital (simultáneamente, Linus descubre el pasado de Snoopy tal como en esta película), pero nunca se plantea la posibilidad de que Snoopy se quede con ella. Charlie Brown sugiere que quizá Snoopy preferiría hacerlo así pero Linus le contradice diciendo "Snoopy no sería feliz en un apartamento", mientras vemos a Snoopy sobre su caseta imaginando una vez más que es un piloto que quiere derribar al Barón Rojo.

## Canciones
1. "Snoopy, Vuelve a Casa".
2. "En la Playa".
3. "Los Perros No" cantada por Thurl Ravenscroft.
4. "Me Has Recuerda?" (Tema de Lila) cantada por Shelby Flint.
5. "Tú y yo".
6. "Haciéndolo Todos".
7. "Fundamental Friend Dependability (Canción de Clara)".
8. "Charlie Brown's Calliope".
9. "It Changes".

## Posible censura
En algunas transmisiones por TV de la película, son cortadas las escenas en que Snoopy se pelea con Linus (por la manta del chico) y con Lucy (jugando al boxeo), no se sabe si por tiempo o por alta violencia en esas escenas. También algunas partes de la escena en la biblioteca fueron editadas.

## Premios
Medallas del Círculo de Escritores Cinematográficos
| Categoría               | Premiado          | Resultado |
| ----------------------- | ----------------- | --------- |
| Mejor película infantil | Snoopy, Come Home | Ganadora  |